# 層級分析法

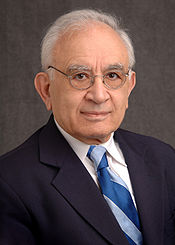
Thomas L. Saaty

層級分析法（英語：Analytic Hierarchy Process, AHP）為 1971 年Thomas L. Saaty （匹茲堡大學教授）所發展出來，主要應用在不確定情況下及具有多數個評估準則的決策問題上。
層級分析法發展的目的是將複雜的問題系統化，由不同層面給予層級分解，並透過量化的運算，找到脈絡後加以綜合評估 。
1971年，Saaty 替美國國防部從事應變計畫問題（Contingency Planning Problem）的研究，並於 1972 年在美國國家科學基金會資助下，進行各產業電力合理分配的研究。1972 年 7 月，Saaty 在開羅替埃及政府從事『無和平、無戰爭』（No Peace, No War）對埃及經濟、政治狀況的影響研究時，開始將有關的判斷尺度化。1973 年，Saaty 將 AHP 法應用在蘇丹運輸研究後，整個理論才趨成熟；其後在 1974 年至 1978 年間，經不斷應用修正及證明後，使得整個理論更臻完備。1980 年，Saaty 遂將此一理論整理成專書問世，隨後在 1982 年至 1987 年間，相繼出版有關 AHP 理論的專著共三冊。AHP 發展以來，在國際期刊發表的相關論文不斷的出現，而且應用的範圍也相當的廣泛。

## 方法介紹
層級分析法可以利用树状的层级结构，将复杂的决策问题在一个层级中區分為数个简单的子问题，并且每个子问题可以独立进行分析，这个层级中的子问题可以包含是任何类型的子问题，无论是有形的还是无形的，仔细计算的或者粗略估计的，理解清晰或模糊的，只要是用于最终决策的子问题都可以包括于此
一旦这个层级建立完毕，决策專家会有有系统地評估尺度針對每一個部分的相對重要性給予權重數值，其後建立成對比較矩陣，並求出特徵向量及特徵值，以該特徵向量代表每一層級中各部分的優先權，能提供決策者充分的決策資訊並組織有關決策的評選條件或標準（criteria）、權重（weight）和分析（analysis），且能減少決策錯誤的風險性。
AHP的評估尺度作為每一層級指標因素間的成對比較，基本劃分包括五項，即等強（Equal Strong）、稍強（Weak Strong）、頗強（Strong）、極強（Very Strong）、絕強（Absolution），並賦予名目尺度1、3、5、7、9的衡量值，另設四個尺度介於五個基本尺度之間，並賦予2、4、6、8的衡量值，共計九個尺度，各尺度所代表之意義如下表所示。
| 評估尺度 | 定義             | 說明                           |
| -------- | ---------------- | ------------------------------ |
| 1        | 同等重要         | 兩要素的貢獻程度具同等重要性   |
| 3        | 稍微重要         | 經驗與判斷稍微偏好某一要素     |
| 5        | 頗為重要         | 經驗與判斷強烈偏好某一要素     |
| 7        | 極為重要         | 實際顯示非常強烈偏好某一要素   |
| 9        | 絕對重要         | 有足夠證據肯定絕對偏好某一要素 |
| 2,4,6,8  | 相鄰尺度之中間值 | 介於兩種判斷之間               |

在AHP層級分析法操作流程中，第一步驟首先問題描述，而後判別影響要素並建立層級結構，並設計問卷項目，而後依問卷收集的數據資料找出各層級間決策屬性的相對重要性，並依此建立成對比較矩陣用以計算矩陣特徵值與特徵向量，所得出的數據經由一致性檢定及層級結構一致性檢定的回饋修正後，便可計算出各指標之權重以協助選出最適決策方案。

## 參看
- 顺序优先法

## 附註
1. ↑  Ranking of Risks for Existing and New Building Works （页面存档备份，存于）, Sustainability 2019, 11(10), 2863; https://doi.org/10.3390/su11102863
2. ↑  褚志鵬.  (PDF). 國立東華大學 National Dong Hwa University.   [2021-09-12]. （原始内容存档 (PDF)于2021-09-12）.